# Andreas und Thomas Strüngmann
Die Zwillinge Andreas und Thomas Strüngmann (* 16. Februar 1950 in Mülheim an der Ruhr) sind die Gründer des Pharmaunternehmens Hexal aus Holzkirchen in Oberbayern. Andreas Strüngmann ist Arzt, Thomas Strüngmann ist Betriebswirt und Marketing-Fachmann. Sie zählen zu den reichsten Deutschen.

## Ausbildung
Die eineiigen Zwillinge Andreas und Thomas sowie ihr älterer Bruder Joachim sind die Söhne von Ernst und Gisela Strüngmann. Vater Ernst betrieb die kleine Generika-Firma Durachemie, die 1969 das erste Antibiotika-Generikum in Deutschland auf den Markt brachte. Um 1963 zog die Familie von Mülheim nach Garmisch und später nach Tegernsee.
Nach dem Abitur am öffentlichen Tegernseer Gymnasium absolvierte Andreas Strüngmann ein Medizinstudium. Im Studium lernte er die Pharma-Branche durch Praktika kennen. Seine Famulatur leistete er in Südafrika ab, wo er auch eine Zeit als Arzt blieb.
Thomas Strüngmann absolvierte sein Abitur am Internat Schloss Neubeuern. Nach einem Studium der Betriebswirtschaftslehre promovierte er zum Dr. rer. pol. mit der Dissertation Das Verordnungsverhalten des niedergelassenen Arztes. Schon während des Studiums vertrieb er Arzneimittel der väterlichen Firma.

## Unternehmerisches Wirken
Im Jahre 1979 stiegen die Brüder bei der väterlichen Firma Durachemie ein. Sie verkauften 1986 das Unternehmen für 100 Millionen DM und gründeten das Unternehmen Hexal, das zum zweitgrößten Generikahersteller Deutschlands aufstieg. Im Februar 2005 verkauften die Brüder das Unternehmen mitsamt ihrem Anteil von 68 Prozent an Eon Labs für 7,5 Milliarden US-Dollar an Novartis; dabei behielten sie jedoch den Pharmachemie-Standort Radebeul als Arevipharma (ehemals Hexal Syntech). Danach wurden beiden Anstellungen bei Sandoz angeboten, einem Tochterunternehmen von Novartis, die sie jedoch nicht annahmen.
Über ihr Family Office und über die Beteiligungsgesellschaften Santo Holding und Athos Service halten die Gebrüder Strüngmann größere Anteile an Firmen im Biotech- und Gesundheitsbereich. Im Jahr 2004 kaufte die Santo Holding die Südwestbank. 2014 investierten die Brüder weitere 350 Mio. Euro in die Bank. Im Juli 2017 verkauften sie die Südwestbank an die österreichische Bank Bawag P.S.K.; zum Kaufpreis wurden keine Angaben gemacht.
Ebenfalls besaß die Familie Strüngmann bis Mai 2013 mehr als 10 Prozent der Aktien der IVG Immobilien. Darüber hinaus waren die Brüder ab Februar 2008 mit 25 % an der Conergy beteiligt. Die Beteiligung an dem Solarunternehmen wurde nach der Nuklearkatastrophe von Fukushima im März 2011 verkauft.
An dem 2008 gegründeten Unternehmen Biontech beteiligten sich Andreas und Thomas Strüngmann mit einem Startkapital von rund 180 Millionen US-Dollar.
Noch im Juli 2020 gehörten ihnen etwa 50 Prozent an Biontech. Der rasante Anstieg des Aktienwertes von Biontech im Jahr 2020 nach der Entwicklung des Covid-19-Impfstoffes BNT162b2 führte zu einer erheblichen Vermögensvermehrung der Strüngmann-Zwillinge.
2014 erwarben die Brüder Strüngmann die Marke Klinge Pharma zusammen mit den zugehörigen Produkten.
Im Dezember 2020 wurde bekanntgegeben, dass Arevipharma an neue Eigentümer aus Südkorea verkauft wurde.
2022 beteiligten sich die Brüder Strüngmann über ihr Family Office Athos mit einer Sachkapitaleinlage von 650 Mio. Euro an dem Münchener Biosimilarentwickler Formycon und wurden dessen größter individueller Anteilseigner. Thomas Strüngmann war bis 2023 auch Mitglied im Aufsichtsrat der Formycon AG. Formycon entwickelt unter anderem ein Aflibercept-Biosimilar, dessen weltweite Vermarktungsrechte bei Klinge Biopharma liegen.
2024 kaufte Strüngmanns Beteiligungsfirma Athos die Einkaufspassage Fünf Höfe in der Münchener Innenstadt; der Kaufpreis soll nach Medienberichten zwischen 700 und 800 Millionen Euro liegen.

## Gesellschaftliches Engagement
2007 gründeten sie gemeinsam das Ernst-Strüngmann-Forum, eine dem Frankfurt Institute for Advanced Studies angegliederte Konferenzreihe über Gegenwartsprobleme. Im Juli 2008 unterzeichneten die Brüder einen Kooperationsvertrag mit der Max-Planck-Gesellschaft zur Gründung eines privaten Forschungsinstituts, das sich medizinisch-naturwissenschaftlichen Projekten – vornehmlich auf dem Gebiet der Kognitiven Neurowissenschaft – widmen soll. Sitz der Einrichtung mit dem Namen Ernst Strüngmann Institut (ESI gGmbH), das von den Brüdern mit mehr als 200 Mio. Euro ausgestattet wurde, ist Frankfurt am Main. Das Institut ist eine assoziierte Forschungseinrichtung der Max-Planck-Gesellschaft. Seit 2009 ist der Neurophysiologe Pascal Fries wissenschaftlicher Direktor des Instituts.

## Vermögen
Das Forbes Magazine listete die Brüder 2006 mit je 3,75 Milliarden Dollar Vermögen auf Platz 185 der reichsten Menschen der Welt.
In der Ausgabe des Jahres 2015 wurden sie mit je 3,1 Milliarden Dollar auf Rang 534 geführt. Durch den Kursanstieg von Biontech während der COVID-19-Pandemie 2020/21 zählen die Brüder, die knapp die Hälfte der Anteile am Unternehmen halten, zu den zehn reichsten Deutschen. Ihr Vermögen beläuft sich auf jeweils 24 Mrd. EUR.

## Auszeichnung
- 2021 Aufnahme in die Hall of Fame der deutschen Wirtschaft, Auszeichnung des manager magazins[30]
- 2024 Leibniz-Medaille der Berlin-Brandenburgischen Akademie der Wissenschaften
- Unternehmerpreis 2024 des Business Club Aachen Maastricht[31]

## Privates
Andreas ist verheiratet und hat zwei Kinder, Thomas hat vier Kinder. Beide Brüder leben am Tegernsee in Oberbayern.